# ساندي لوفريتش
ساندي لوفريتش (بالألمانية: Sandi Lovrić)‏ هو لاعب كرة قدم نمساوي في مركز الوسط، ولد في 28 مارس 1998 في ليينز في النمسا. شارك مع منتخب النمسا تحت 17 سنة لكرة القدم ومنتخب النمسا تحت 21 سنة لكرة القدم. أما مع النوادي، فقد لعب مع شتورم غراتس.

## وصلات خارجية
- ساندي لوفريتش على موقع الاتحاد الدولي (مؤرشف)  (الإنجليزية)
- ساندي لوفريتش على موقع الاتحاد الأوربي (الإنجليزية)
- ساندي لوفريتش على موقع قاعدة بيانات كرة القدم.إي يو (الإنجليزية)
- ساندي لوفريتش على موقع ناشيونال فوتبول تيمز (الإنجليزية)
- ساندي لوفريتش على موقع Soccerway.com (الإنجليزية)
- ساندي لوفريتش على موقع عالم كرة القدم.نت (الإنجليزية)